# Chrostosoma cardinalis
Chrostosoma cardinalis är en fjärilsart som beskrevs av William Schaus 1898. Chrostosoma cardinalis ingår i släktet Chrostosoma och familjen björnspinnare. Inga underarter finns listade i Catalogue of Life.